# (15807) 1994 GV9
(15807) 1994 GV9 é um objeto transnetuniano classificado como cubewano. Foi descoberto em 15 de abril de 1994 por David C. Jewitt e Jun Chen no Observatório Mauna Kea. Foi o segundo cubewano a receber um número pelo Minor Planet Center (o primeiro foi 15760 Albion).
(15807) 1994 GV9 possui um semieixo maior de 43,592 UA e um período orbital de 287,82 anos. Atualmente está a 42,9 UA do Sol. Assumindo um albedo de 0,09, sua magnitude absoluta de 7,4 dá um diâmetro estimado de 146 km.